# وشتند (برلین)
وشتند (به آلمانی: Berlin-Westend) یک منطقهٔ مسکونی در آلمان است که در Charlottenburg-Wilmersdorf واقع شده‌است. وشتند ۳۷٬۸۸۳ نفر جمعیت دارد.